# 소설가의 영화
"소설가의 영화"(영어: The Novelist's Film)는 2022년에 개봉한 대한민국의 드라마 영화로, 홍상수가 감독을 맡았다. 제72회 베를린 영화제(2022년) 은곰상 심사위원대상 수상작이다.

## 캐스팅
- 이혜영 : 준희 역
- 김민희 : 길수 역
- 서영화 : 세원 역
- 박미소 : 현우 역
- 권해효 : 효진 역
- 조윤희 : 양주 역
- 하성국 : 경우 역
- 기주봉 : 만수 역
- 이은미 : 재원 역
- 김시하 : 아이 역

## 수상
- 2022년 제42회 한국영화평론가협회상 영평 10선 (소설가의 영화)